# المركز الديموجرافي بالقاهرة
المركز الديموجرافي، تم إنشائه في فبراير 1963 طبقا لاتفاقية بين الأمم المتحدة، والحكومة المصرية ليكون أول مركز إقليمي للدراسات والبحوث السكانية. وقد كان في الأصل يسمي "المركز الديموجرافي لشمال أفريقيا"، حيث قام بتقديم خدمات للدول النامية في أفريقيا، وكذلك الدول العربية خارج أفريقيا.
في نوفمبر 1968 تجددت الاتفاقية معلنة أنتهاء مرحلة الأنشاء والتكوين، وبداية مرحلة جديدة من التوسع والمحاولات النشطة لتلبية احتياجات التدريب والبحوث في مجال الديموجرافيا في دول الشرق الأوسط، وكذلك الدول الأفريقية والآسيوية. ومنذ بداية السبعينات من القرن الماضي، ومع تجديد الأتفاقية مع الأمم المتحدة تركز الاهتمام علي برامج البحوث في المجال الجغرافي الذي يخدمه المركز.
• ومع بداية السبعينات كانت الأمم المتحدة قد أصبحت تعطي اهتماما فائقا بالقضايا السكانية. وقد أدت الأستعدادات الوشيكة للسنة العالمية للسكان ومؤتمر السكان العالمي في بوخارست عام 1974 الي منح الأهمية والشهرة للمركز الديموجرافية بما فيها المركز الديموجرافي بالقاهرة. وقد أحتلت هذه المراكز المستويات المتقدمة بين أعرق المنظمات واقواها فعالية وتأثيرا والتي تعمل في ظل الأمم المتحدة.
• وحتي عام 1968 كان الدبلوم العام هو برنامج التدريب الرئيسي في المركز. وما بين 1968 و1972 أستهل المركز برنامج الأبحاث الخاصة به في قالب منهج بحثي للحصول علي الدبلوم الخاص في الديموجرافيا. وكان عام 1972 بداية برنامج جديد يؤدي الي الحصول علي درجو الماجستير.
• في يناير 1992 تم إعلان المركز الديموجرافي مؤسسة مستقلة مسجلا بذلك نهاية ثلاثة عقود من مساندة ودعم الأمم المتحدة. ومنذ ذلك التاريخ بدأ المركز في العمل تحت رعاية الحكومة المصرية، وفي عام 2003 تم إلحاقه بوزارة التخطيط.
وقد تزامنت المرحلة الجديدة بالتوسع الجغرافي للمركز. فقد ازداد عدد الدول المستفيدة من خدمات المركز حين تم قبول دارسين من الدول الأوروبية والجمهوريات السوفيتية المستقلة وكذلك التعاون مع صندوق الدعم الفني لدول الكومنولث. وعلي كل حال، وبصفة عامة، لا زالت أغلبية طلبة المركز تأتي من دول شمال أفريقيا (بما فيها مصر) وأيضا دول غرب آسيا.

## المقر
منذ يونيو 1968 كان المركز يشغل ثمانية شقق علي مساحة طابقين في أحد المباني الضخمة المطلة علي نهر النيل بالجيزة، وبعد ذلك تنقل المركز بين عدة أماكن، حتي استقر أخيرا في مقره الحالي بالمقطم، حيث يشغل مبني ذي أربع طوابق، علي مساحة ما يزيد علي الف متر مربع، والذي تم إنشاؤه عام 1990 بتمويل خاص من الحكومة المصرية.